# Johann Frank (Jurist)
Johann Frank (* 29. März 1929 in Berlin; † 7. Juli 1983 in Dresden) war ein deutscher Kirchenverwaltungsjurist und Präsident des Landeskirchenamtes Hannover der Evangelisch-lutherischen Landeskirche Hannovers.

## Leben
Frank stammte aus einer preußischen Beamtenfamilie. Er studierte Jura in Tübingen und Göttingen und bestand 1951 das erste juristische Staatsexamen. Nach dem Vorbereitungsdienst beim Regierungspräsidenten in Lüneburg und beim Niedersächsischen Landtag absolvierte er 1956 das zweite juristische Staatsexamen und promovierte 1959 bei Werner Weber in Göttingen über Anstaltsgewalt und Anstaltspolizei.
Bereits 1958 trat er in den Dienst der Landeskirche und wurde Referent für Baurecht und Beamtenrecht im Landeskirchenamt. 1962 wurde er zum Oberkirchenrat ernannt. Von 1963 bis 1970 war Frank Justiziar im Kirchenamt der Vereinigten Evangelisch-Lutherischen Kirche Deutschlands (VELKD). In dieser Zeit erwarb er sich besondere Verdienste um die Schaffung eines gemeinsamen lutherischen Dienstrechts. 1970 wählte ihn der Kirchensenat der hannoverschen Landeskirche zum Präsidenten des Landeskirchenamts in der Nachfolge von Karl Wagenmann. In dieser Funktion war er auch Vorstandsmitglied des Friederikenstifts und der Rotenburger Anstalten. 1975 wurde er stellvertretender Vorsitzender des Rates der Konföderation evangelischer Kirchen in Niedersachsen.
Johann Frank blieb der rechtswissenschaftlichen Forschung immer verbunden, wobei sein besonderes Interesse dem kirchlichen Dienst- und Arbeitsrecht galt. Er förderte kirchenrechtliche Arbeiten an den Universitäten und kirchlichen Institutionen und fungierte ab 1976 als Mitherausgeber der „Zeitschrift für evangelisches Kirchenrecht“. In seiner Zeit bei der VELKD konnte er seine Verbindung zu den Kirchen in der damaligen DDR ausbauen. Als Präsident des Landeskirchenamts pflegte er besonders die Beziehungen zur sächsischen Partnerkirche. Während eines Aufenthalts in Dresden zum dortigen Kirchentag starb er an Herzversagen.

## Schriften
- Anstaltspolizei und Anstaltsgewalt. Dissertation, Universität Göttingen, 1959
- Das Pfarrergesetz der VELKD und seine Stellung im evangelischen Kirchenrecht. In: Lutherische Monatshefte 3 (1964), S. 302–308